# Totò, Fabrizi e i giovani d'oggi
Pour plus de détails, voir Fiche technique et Distribution.
Totò, Fabrizi e i giovani d'oggi est un film italien réalisé par Mario Mattoli et sorti en 1960.

## Fiche technique
- Titre : Totò, Fabrizi e i giovani d'oggi
- Réalisation : Mario Mattoli
- Scénario : Giuseppe Moccia et Franco Castellano
- Musique : Gianni Ferrio
- Photographie : Alvaro Mancori
- Montage : Gisa Radicchi Levi
- Production : Isidoro Broggi et Renato Libassi
- Société de production : Cine Produzione Astoria et D.D.L.
- Pays :  Italie
- Genre : Comédie
- Durée : 87 minutes[1]
- Dates de sortie : 
  - Italie : 18 août 1960

## Distribution
- Totò : Antonio Cocozza
- Aldo Fabrizi : Giuseppe D'Amore
- Christine Kaufmann : Gabriella Cocozza
- Antonio Cocozza
- Geronimo Meynier : Carlo D'Amore
- Franca Marzi : Matilde Cocozza
- Rina Morelli : Teresa D'Amore
- Ester Carloni
- Liana Del Balzo
- Carlo Pisacane
- Luigi Pavese
- Oreste Lionello